# Kitzbühel
Kitzbühel [ˈkɪtsbyːl] (mundartlich Kitzbichi [ˈkxɪtsb̥ɪxɪ]) ist eine Stadtgemeinde mit 8281 Einwohnern (Stand 1. Jänner 2025) im nordöstlichen Tirol in Österreich. Kitzbühel liegt rund 95 Kilometer östlich der Landeshauptstadt Innsbruck im Leukental an der Kitzbüheler Ache mitten in den Kitzbüheler Alpen und ist Sitz der Bezirkshauptmannschaft des gleichnamigen Bezirkes. Die Stadtgemeinde liegt im Gerichtsbezirk Kitzbühel. Die mondäne Stadt ist international als einer der bedeutendsten Wintersportorte der Alpen bekannt.

## Geografie
Kitzbühel liegt im Leukental der Kitzbüheler Ache, die vom Pass Thurn nordwärts strömt, zwischen dem westlich aufragenden Hahnenkamm und dem östlich dominierenden Kitzbüheler Horn inmitten der Kitzbüheler Alpen. Die Altstadt liegt auf einer Hochterrasse westlich der Kitzbüheler Ache und zieht sich nördlich auf einen Südausläufer des Lebenbergs hinauf.

### Stadtgliederung
| Katastralgemeinden                                    | Ortschaften in der Gemeinde |
| ----------------------------------------------------- | --- |
| Kitzbühel Land (52,22 km²) Kitzbühel Stadt (5,80 km²) | Kitzbühel (St) Achrain (ZH) Am Horn (ZH) Badhaussiedlung (Sdlg) Barmleiten (W) Bichlach (ZH) Bockberg (ZH) Ecking (ZH) Friedensiedlung (Sdlg) Gundhabing (ZH) Hagstein (ZH) Hahnenkamm (ZH) Henntal (ZH) Klausenbach (Hgr) Malern (ZH) Oberaigenweg (ZH) Riesberg (ZH) Römerweg (ZH) Schattbergsiedlung (Sdlg) Staudach (ZH) Timberg (Sdlg) Zephirau (ZH) |
| Legende                                               | |

| In der Spalte Katastralgemeinden sind sämtliche Katastralgemeinden einer Gemeinde angeführt. In der Klammer ist die jeweilige Fläche in km² angegeben. |
| In der Spalte Ortschaften sind sämtliche von der Statistik Austria erfassten Siedlungen, die auch eine eigene Ortschaftskennziffer aufweisen, angeführt. In der Hierarchieebene derselben Spalte, rechts eingerückt, werden nur Ansiedlungen, die mindestens aus mehreren Häusern bestehen, dargestellt. Die wichtigsten der verwendeten Abkürzungen sind: - M = Hauptort der Gemeinde - Stt = Stadtteil - R = Rotte - W = Weiler - D = Dorf - ZH = Zerstreute Häuser - Sdlg = Siedlung - Hgr = Häusergruppe - E = Einzelgehöft (nur wenn sie eine eigene Ortschaftskennziffer haben) Die komplette Liste der Statistik Austria ist in: Topographische Siedlungskennzeichnung nach STAT Zu beachten ist, dass manche Orte unterschiedliche Schreibweisen haben können. So können sich Katastralgemeinden anders schreiben als gleichnamige Ortschaften bzw. Gemeinden. Quelle: Statistik Austria – |

### Nachbargemeinden
| Reith bei Kitzbühel | Oberndorf in Tirol                          | St. Johann in Tirol  |
| Kirchberg in Tirol  | Kompassrose, die auf Nachbargemeinden zeigt | Fieberbrunn          |
|                     | Jochberg                                    | Aurach bei Kitzbühel |

### Klima
|                        | Jan  | Feb  | Mär  | Apr  | Mai  | Jun  | Jul  | Aug  | Sep  | Okt  | Nov  | Dez  |   |      |
| Mittl. Temperatur (°C) | −3,7 | −1,8 | 2,4  | 7,3  | 12,5 | 15,4 | 17,4 | 16,6 | 12,6 | 7,9  | 1,7  | −2,4 | ⌀ | 7,2  |
| Mittl. Tagesmax. (°C)  | 1,4  | 4,1  | 8,9  | 14,1 | 19,4 | 21,6 | 24,0 | 23,4 | 19,4 | 14,7 | 6,7  | 1,8  | ⌀ | 13,3 |
| Mittl. Tagesmin. (°C)  | −7,4 | −6,0 | −2,1 | 1,8  | 6,4  | 9,7  | 11,6 | 11,2 | 7,8  | 3,5  | −1,7 | −5,6 | ⌀ | 2,5  |
|                        |      |      |      |      |      |      |      |      |      |      |      |      |   |      |
| Niederschlag (mm)      | 72   | 68   | 91   | 85   | 114  | 161  | 183  | 172  | 115  | 76   | 79   | 81   | Σ | 1297 |
|                        |      |      |      |      |      |      |      |      |      |      |      |      |   |      |
| Luftfeuchtigkeit (%)   | 72,0 | 60,6 | 52,7 | 47,1 | 47,1 | 52,9 | 51,4 | 53,0 | 55,6 | 57,7 | 69,9 | 77,7 | ⌀ | 58,1 |

| −7,4 |

| −6,0 |

| −2,1 |

| 1,8 |

| 6,4 |

| 9,7 |

| 11,6 |

| 11,2 |

| 7,8 |

| 3,5 |

| −1,7 |

| −5,6 |

| −7,4 |

| −6,0 |

| −2,1 |

| 1,8 |

| 6,4 |

| 9,7 |

| 11,6 |

| 11,2 |

| 7,8 |

| 3,5 |

| −1,7 |

| −5,6 |

## Geschichte
In der späten Bronzezeit (1100 bis 800 v. Chr.) wurde das Gebiet um Kitzbühel von Menschen besiedelt, die hier auch nach Kupfererz schürften.
Um das Jahr 15 v. Chr. breiteten sich die Römer unter Kaiser Augustus bis über den Alpenraum aus und errichteten die Provinz Noricum. Nach dem Zerfall des weströmischen Reiches wurde das Gebiet um 800 von Bajuwaren besiedelt, die die Wälder rodeten.
Um 1178 bis 1182 wurde der Name Chizbuhel erstmals in einer Chiemseer Urkunde (dort ist von einem Marchwardus de Chizbuhel die Rede) erwähnt, wobei Chizzo eine bayerische Sippe bezeichnet und Bühel die geographische Lage der Siedlung auf einer Anhöhe. Hundert Jahre später bezeugt eine Quelle die Vogtei des Stiftes Bamberg in Kicemgespuchel; in der Stadterhebungsurkunde von 1271 wurde der Ort Chizzingenspuehel genannt.
Kitzbühel kam 1255 mit der ersten bayerischen Landesteilung zu Oberbayern, Herzog Ludwig II. verlieh Kitzbühel am 6. Juni 1271 das Stadtrecht, und die Stadt wurde mit einer wehrhaften Mauer befestigt. Da sich Kitzbühel aber in den nächsten Jahrhunderten durch seine Lage zwischen Pass Thurn und Chiemgau als Handels- und Marktplatz etablierte, stetig wuchs und von kriegerischen Auseinandersetzungen verschont blieb, wurden die Mauern auf Höhe des ersten Stockes abgetragen und zum Bau von Wohnungen benutzt.
Die Heirat von Margarete von Tirol mit dem bayerischen Herzog Ludwig dem Brandenburger im Jahr 1342 vereinte Kitzbühel vorübergehend mit Tirol, das durch die Eheschließung bis zum Tode Ludwigs zu einem bayerischen Nebenland wurde, bis die Stadt nach dem Schärdinger Frieden 1369 wieder an Bayern abgetreten wurde.

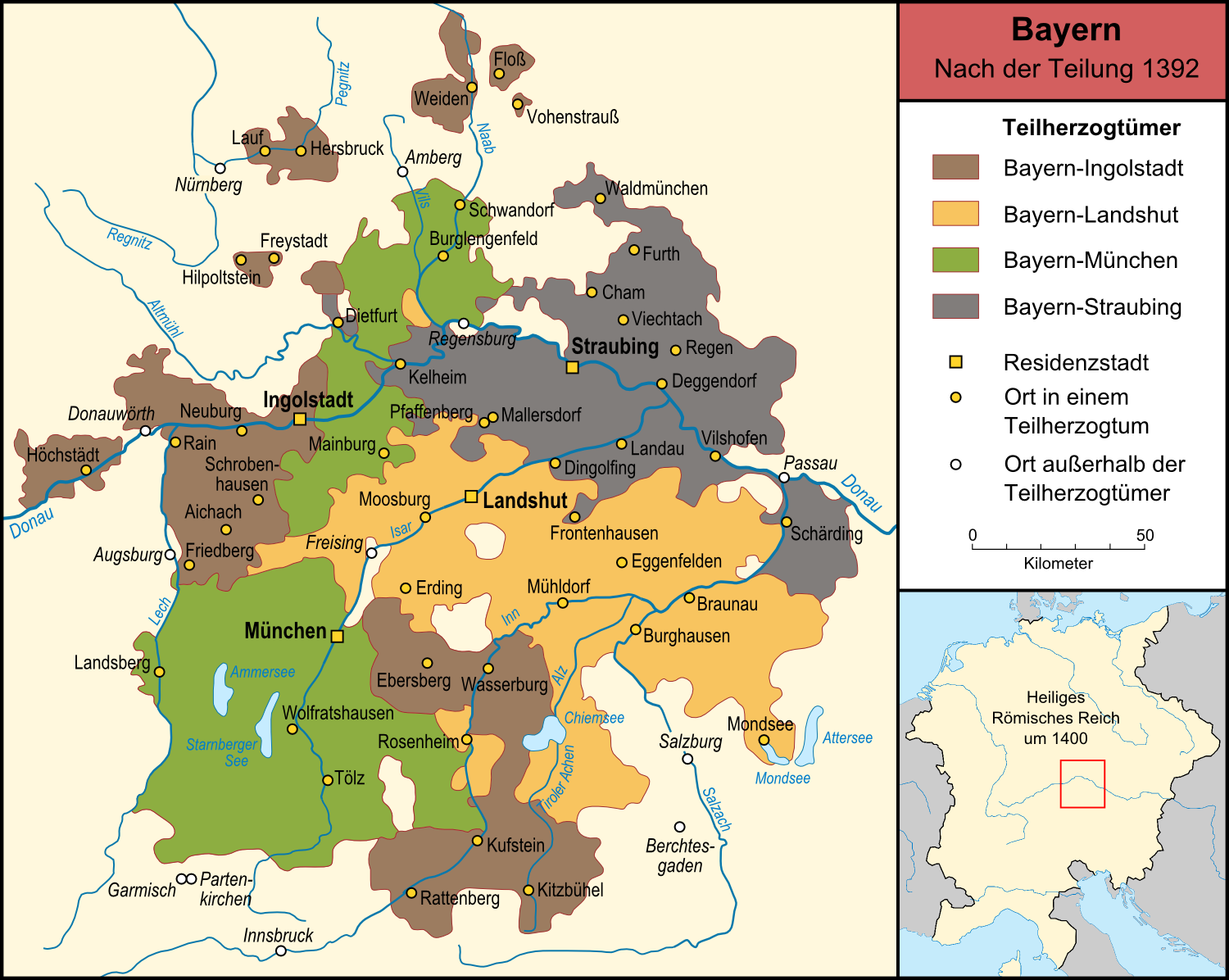
Die vier bayerischen Teilherzogtümer nach der Landesteilung von 1392

Durch die bayerischen Landesteilungen gelangten Kufstein und Kitzbühel 1450 an die Landshuter Linie der Wittelsbacher. Während dieser Zeit wurde der Bergbau in Kitzbühel systematisch vorangetrieben und ein umfassendes Bergrecht erlassen, das später für das gesamte bayerische Herzogtum von Bedeutung werden sollte.
Am 30. Juni 1504 kam Kitzbühel dauerhaft an Tirol, nachdem sich König Maximilian als Gegenleistung für seinen Kölner Schiedsspruch, der den Landshuter Erbfolgekrieg beendete, die vormals Landshuter Ämter Kitzbühel, Kufstein und Rattenberg vorbehalten hatte. In den drei genannten Gerichtsbezirken galt aber bis in das 19. Jahrhundert weiterhin das Landrecht Ludwigs des Bayern, so dass diese innerhalb Tirols eine juristische Sonderstellung einnahmen.
Maximilian verpfändete das Gericht Kitzbühel, und so stand es Ende des 16. Jahrhunderts unter der lokalen Herrschaft der Grafen von Lamberg, bis am 1. Mai 1840 feierlich die letzten Reste der Feudalherrschaft aufgehoben wurden. Vom Schwedischen Krieg (1630–1635) zeugt die Inschrift „Bis hierher und nicht weiter kamen die schwedischen Reiter“ (historisch nicht bezeugbar) in der Schwedenkapelle.
Die Kriege des 18. und 19. Jahrhunderts gingen an der Stadt vorüber, wenngleich sich auch Kitzbüheler an den Tiroler Befreiungskämpfen beteiligten. Kitzbühel gelangte erneut zu Bayern, als Kaiser Franz I. im Frieden von Pressburg Tirol an Bayern abtrat. Nach dem Sturz Napoleons wurde es auf dem Wiener Kongress wieder mit Österreich vereint.

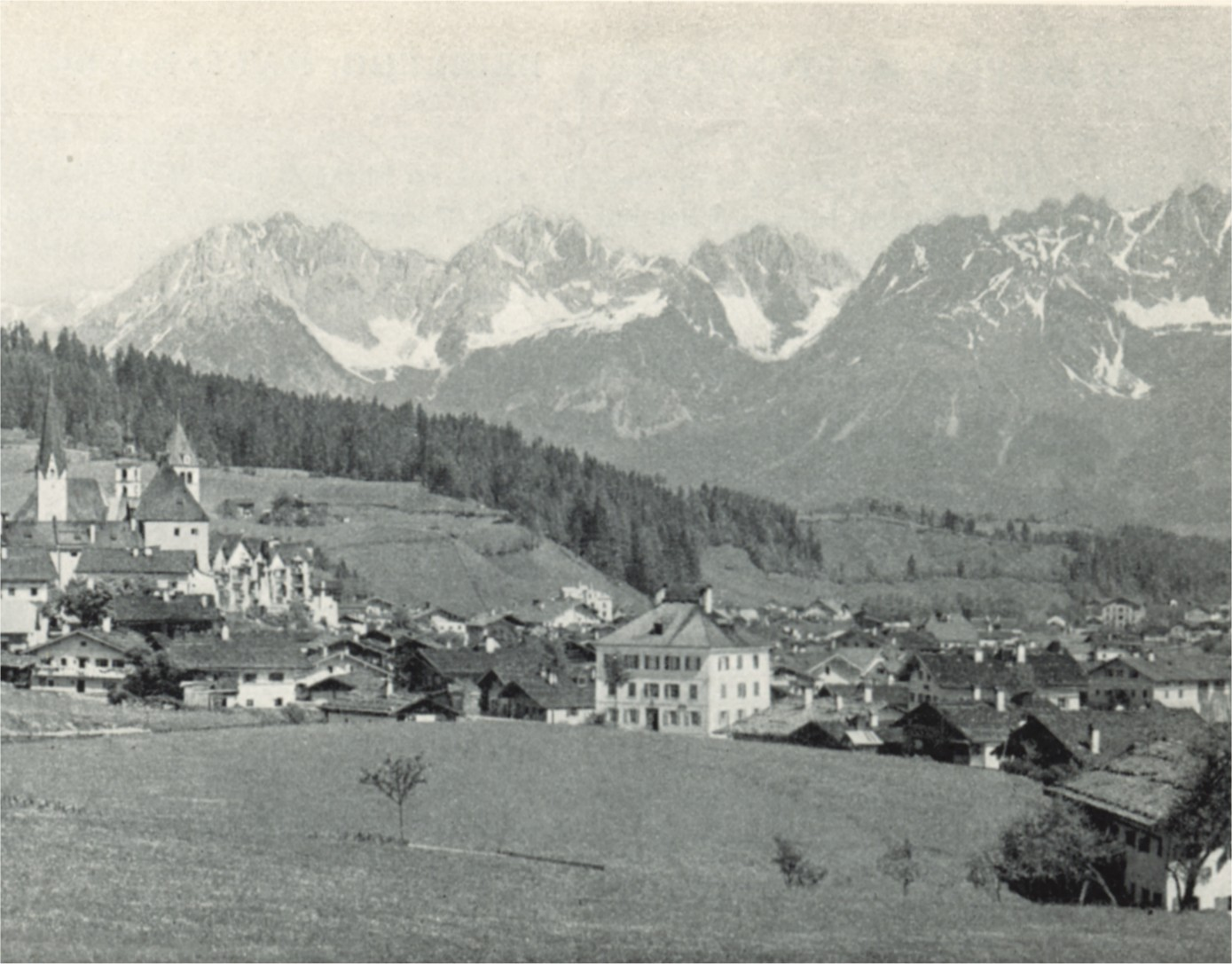
Kitzbühel um 1898; Blickrichtung Nordwesten zum Wilden Kaiser

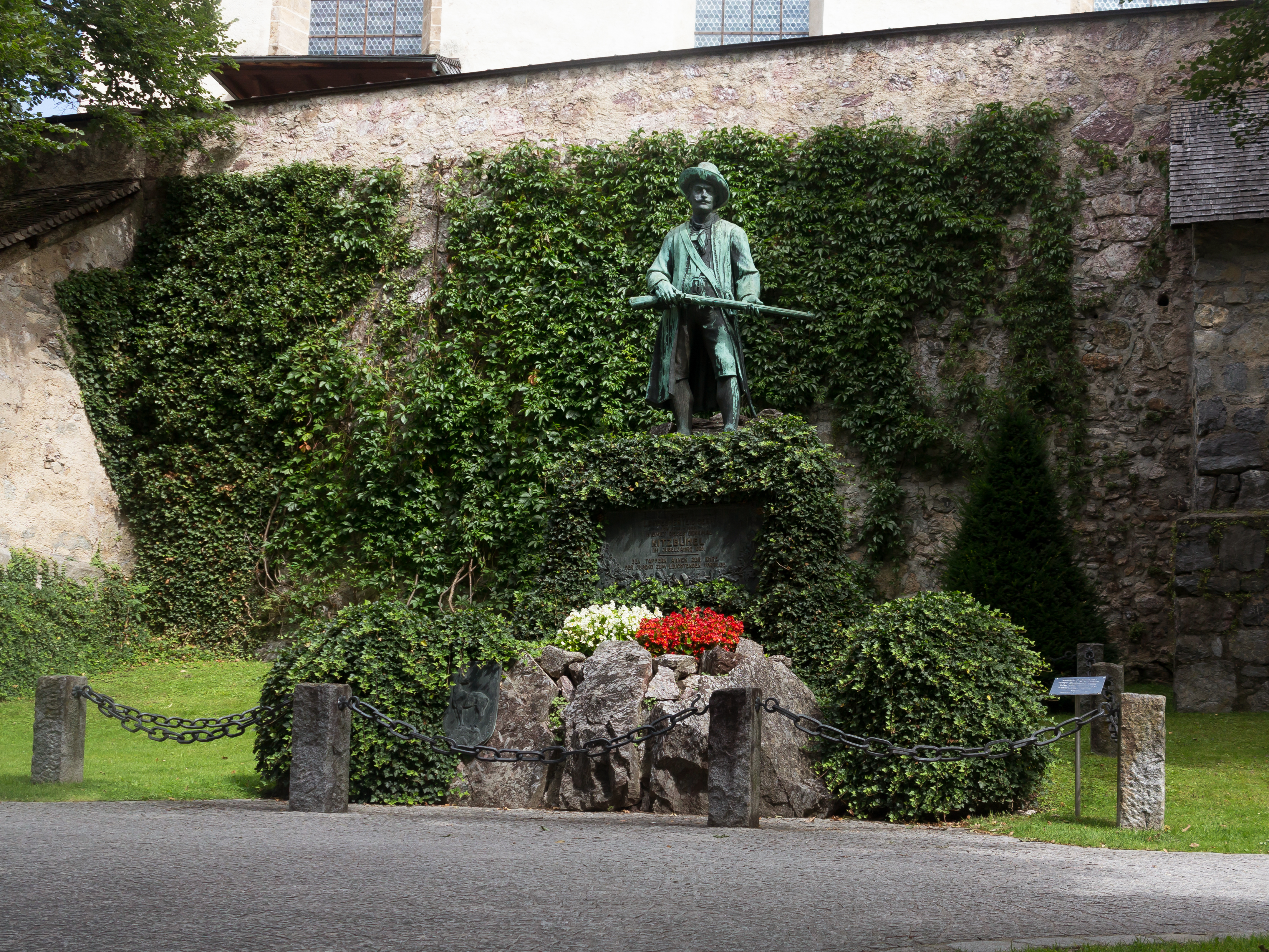
Kriegerdenkmal

Als Kaiser Franz Joseph schließlich die verworrenen Verfassungsverhältnisse ordnete und im Jahre 1875 die Salzburg-Tiroler-Bahn fertiggestellt wurde, erfuhr die Stadt einen Aufschwung in Wirtschaft und Industrie. Im 20. Jahrhundert wurde Kitzbühel zum Ort der Reichen und Schönen, in dem viele Prominente wohnen.
Kitzbühel hatte das Glück, im Ersten und Zweiten Weltkrieg von Zerstörungen verschont zu bleiben.
Am 7. und 8. Februar 1925 fanden in Kitzbühel die Meisterschaft von Deutschland und Österreich im Skilauf statt.
Während der Zeit des Nationalsozialismus von 1938 bis 1945 war Kitzbühel bei führenden Nationalsozialisten ein Urlaubsort. Unter anderem Albert Speer, Hermann Göring und Leni Riefenstahl waren Gäste; Außenminister Joachim von Ribbentrop kaufte einen Bauernhof im Bichlach zwischen Oberndorf und Reith bei Kitzbühel. Gleichzeitig organisierte sich illegal eine kommunistische Widerstandsgruppe in Kitzbühel mit Verbindungen zum Berliner Robert Uhrig. Fünf Mitglieder der Gruppe, Anton Rausch, Andreas Obernauer, Josef Pair, Viktor da Pont und Ignaz Zloczower, wurden nach Bespitzelungen durch die Gestapo 1942 verhaftet und ermordet.
Nach dem Zweiten Weltkrieg erlebte Kitzbühel einen erneuten Aufstieg als Wintersportort. Die Skischule in Kitzbühel, die seit 1950 25 Jahre lang von Karl Koller geleitet wurde, führte zahlreiche Neuerungen im Skisport ein, u. a. die einheitliche Bekleidung der Skilehrer mit roter Zipfelmütze und rotem Pullover, die zum Namen „Rote Teufel“ für die Kitzbüheler Skilehrer führte. Das in Kitzbühel jeweils im Monat Jänner ausgetragene Hahnenkammrennen wurde nach dem Krieg erneut zum internationalen gesellschaftlichen Ereignis.
Seit 2000 ist die Gemeinde Mitglied im Klimabündnis Tirol.

### Bevölkerungsentwicklung
EinwohnerJahr200030004000500060007000800090001860189019201950198020102040EinwohnerEinwohnerentwicklung von Kitzbühel

## Kultur und Sehenswürdigkeiten

### Museen und Ausstellungen
Das Museum Kitzbühel bietet für alle Besucher einen Einblick in die Geschichte und Kultur der Stadt und Region Kitzbühel. Im obersten Geschoß des Hauses befindet sich die Galerie Alfons Walde, in der 30 seiner Werke ausgestellt sind.
Im Winter 2004 gelang es der Gemeinde, die Ausstellung Buddy Bär nach Kitzbühel zu bringen, bevor sie – unter der Bezeichnung The Art of Tolerance – in vielen Städten in aller Welt gezeigt wurde.

### Sehenswürdigkeiten
- Katharinenkirche, 1360–1365 erbaut, hochgotische Kirche mit Kupferschmiedaltar, markantem Turm mit Spitzhelm und Glockenspiel, das um 11:00 und 17:00 Uhr erklingt
- Stadtpfarrkirche und Liebfrauenkirche
- Gröbenkapelle
- Christuskirche, 1962 von Clemens Holzmeister erbaut
- Das 1903 eröffnete Grand Hotel Kitzbühel, von Otto Schmid im Heimatstil erbaut
- Tanzcafé Reisch, 1928 erbaut von Lois Welzenbacher (Architekt der Tiroler Moderne); von ihm stammt auch das Arzthaus Plahl
- Berghaus Holzmeister am Kitzbühler Hausberg Hahnenkamm; erbaut 1930 als Gästehaus von Clemens Holzmeister
- Berghaus von Alfons Walde
- Fresko von Max Weiler (1951) in der Volksschule Kitzbühel
- 3S-Bahn der Firma Doppelmayr

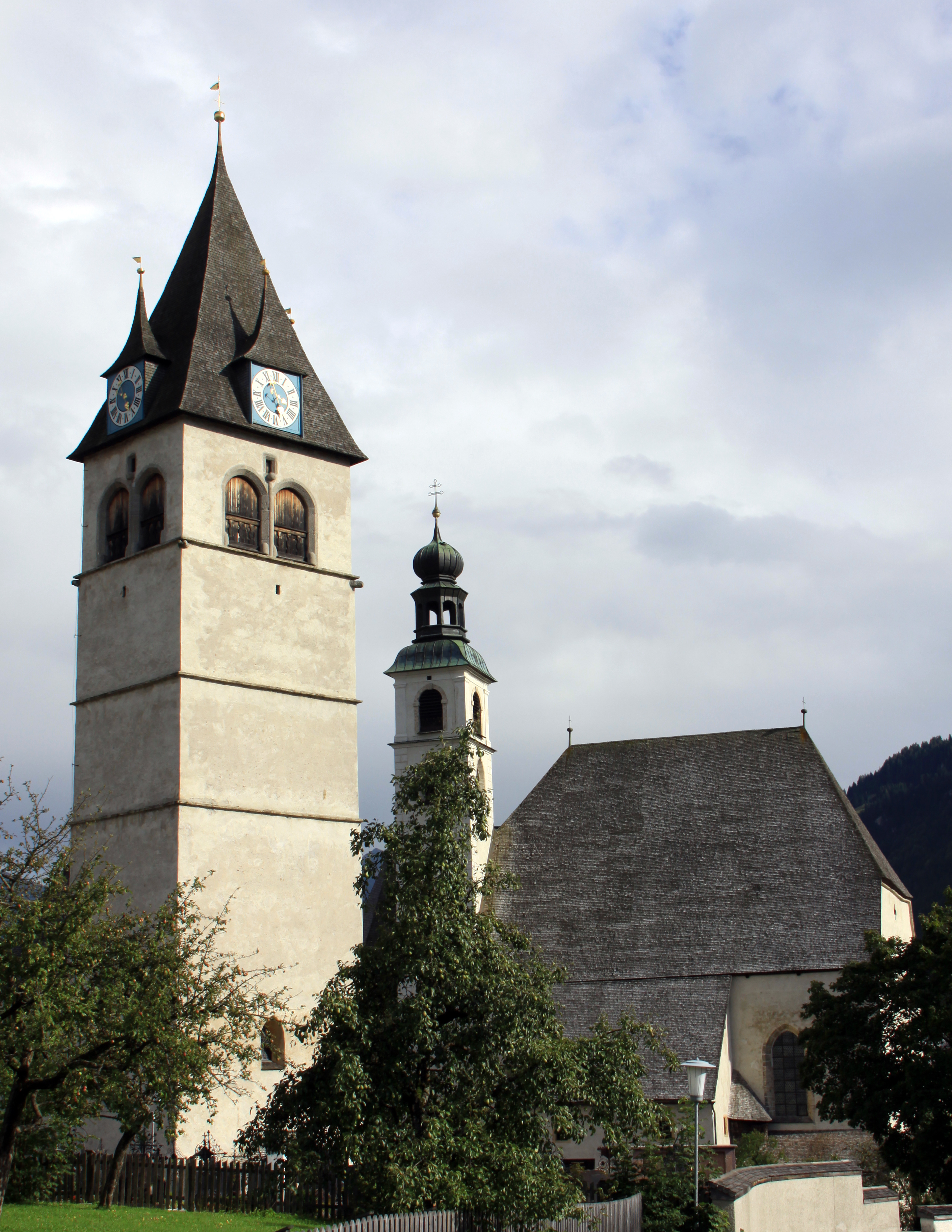
Links der Turm der Liebfrauenkirche (14. Jh.), rechts die Pfarrkirche „Zum Heiligen Andreas“
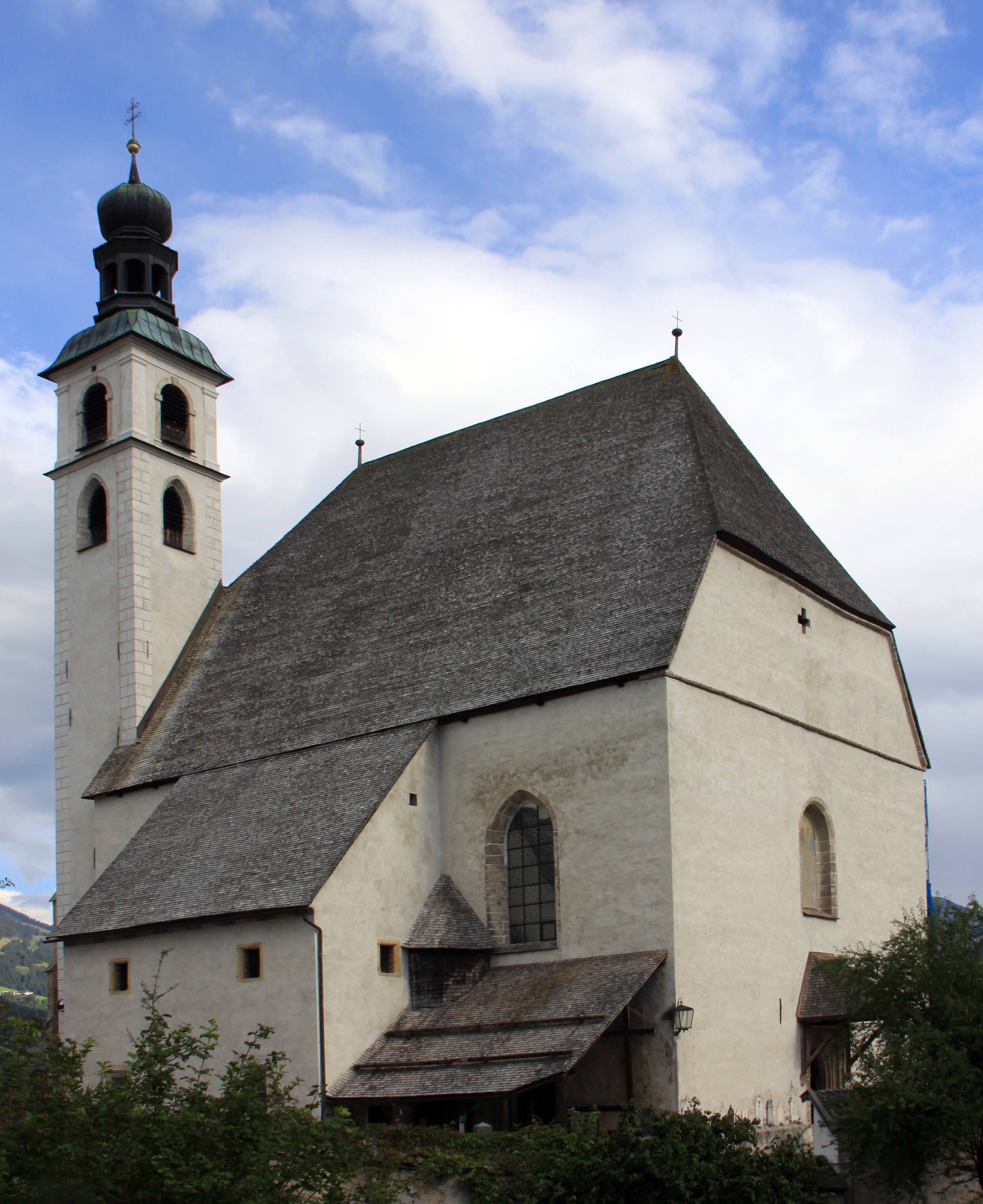
Pfarrkirche „Zum Heiligen Andreas“ mit dem Turm aus dem 13. Jahrhundert
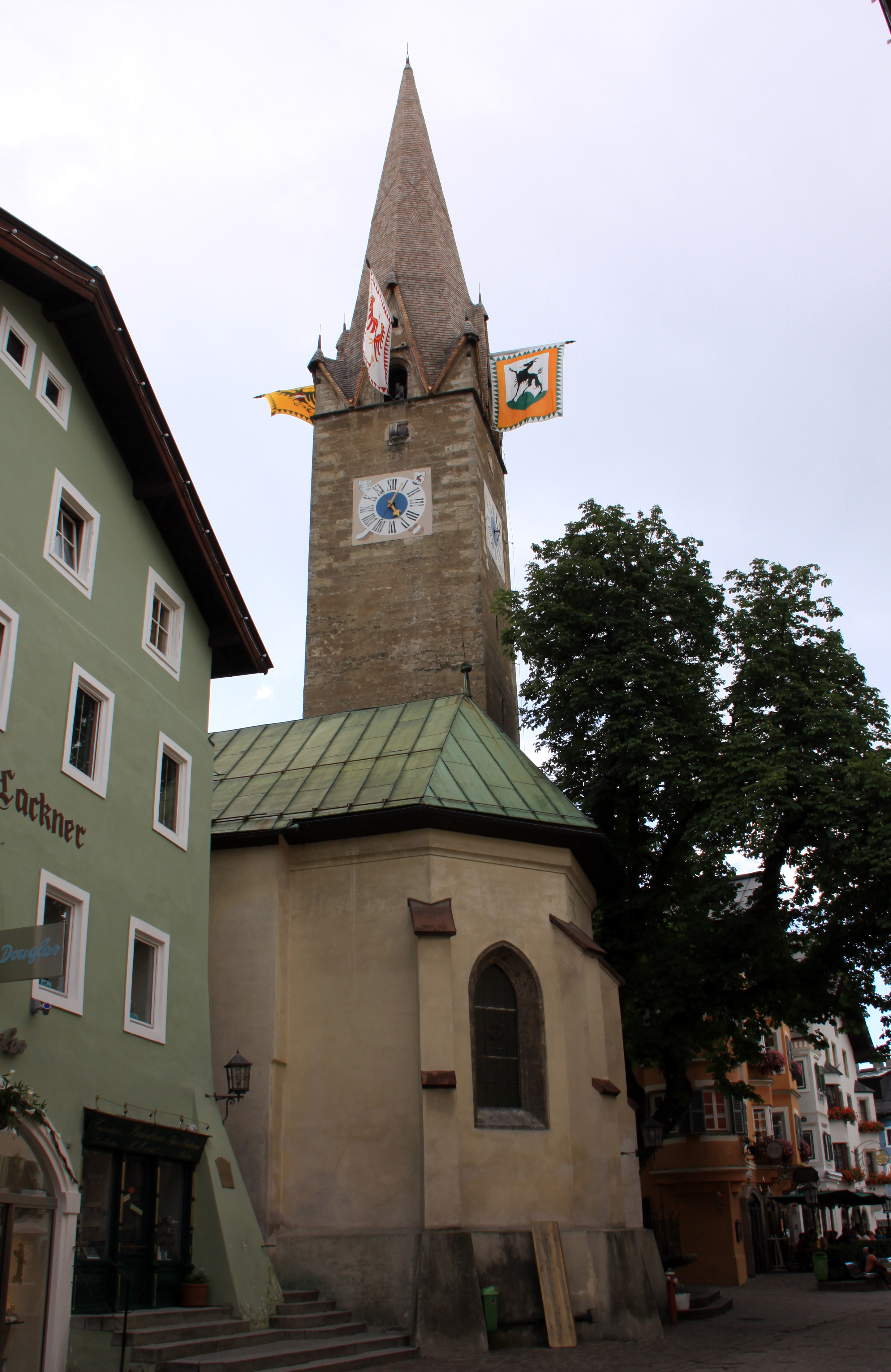
Die Katharinenkirche (1365 geweiht), von der Vorderstadt aus gesehen

### Ortsbildgestaltung

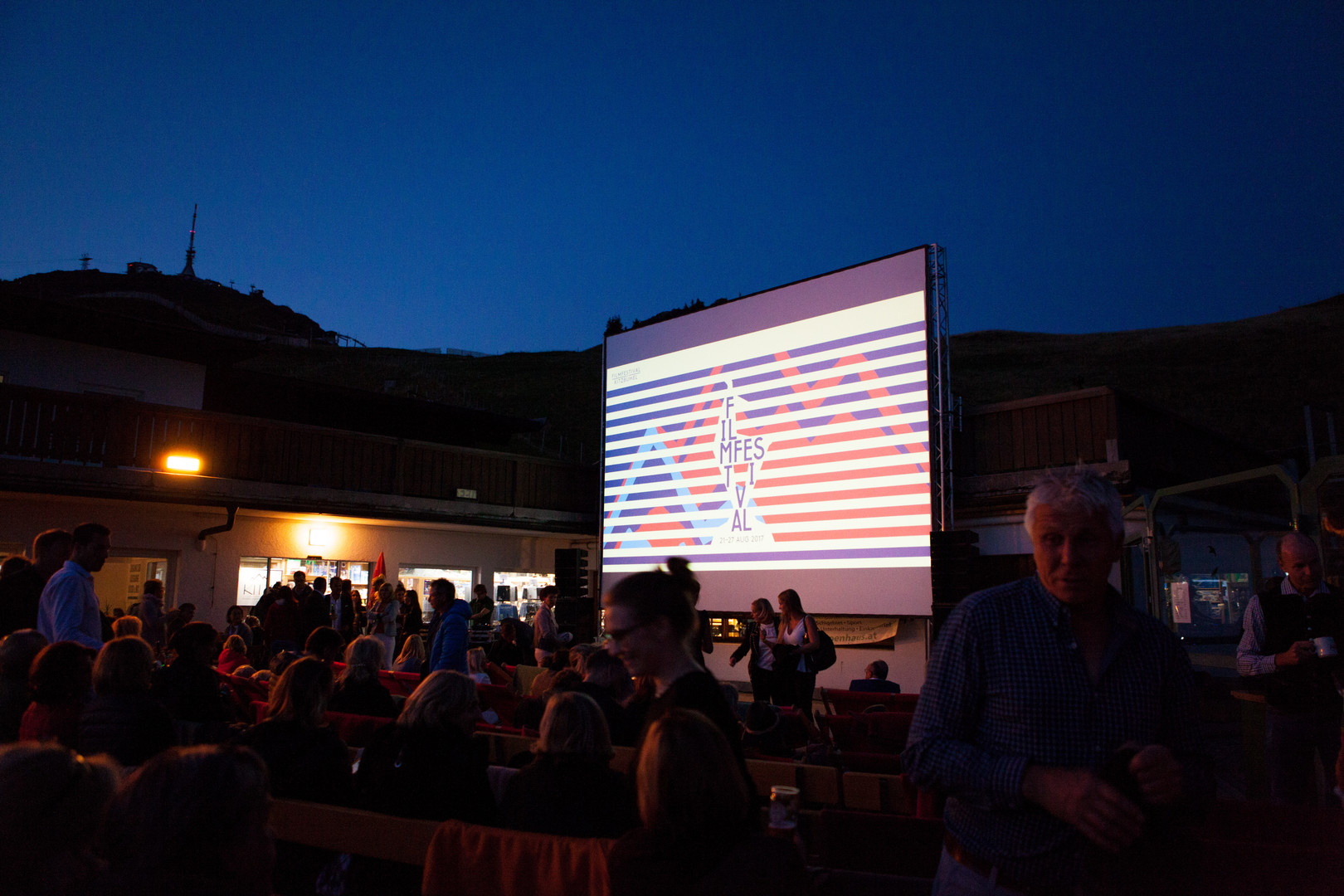
Filmvorführung beim Filmfestival Kitzbühel (2017)

Im Rahmen des europäischen Wettbewerbes „Entente Florale Europe“ wurde Kitzbühel 1998 mit einer Silbermedaille in der Kategorie Stadt ausgezeichnet.

### Film
Seit 2013 findet jährlich im August das Filmfestival Kitzbühel statt. Zu den Veranstaltungen zählt das Open Air am Kitzbüheler Horn.
Von 2001 bis 2020 wurde in Kitzbühel die ORF/ZDF-Krimiserie SOKO Kitzbühel gedreht, 2020/2021 entstand in Kitzbühel die Netflix-Serie Kitz.

### Mundart
Die Mundart im Bezirk Kitzbühel gehört zu den südmittelbairischen Dialekten, einem Übergangsgebiet zwischen dem Westmittelbairischen und konservativeren Südbairischen. Im Vergleich zu den umliegenden Gebieten ist die Mundart im Leukental und benachbarten Pillerseetal stark oberbayerisch geprägt. So heißt es im alten Dialekt Muich, Föid, und stóin, während im benachbarten Brixental und Oberpinzgau die ostmittelbairischen Monophthonge Müch, Föd und stön bereits länger gängig sind. Ebenso spricht man in der lokalen Mundart Håun, råud und schéé für schriftdeutsches Horn, rot und schön, wie in vielen Dialekten Oberbayerns. Das Brixental stellt sich hier auf südbairische Seite und spricht Hoan, ruat/roat und schea, der Oberpinzgau kennt dafür Hån, råt und ebenfalls schéé. Diese Unterschiede sind allerdings im Schwinden begriffen. Einerseits kommen die moderneren Monophthonge ü/ö vom Brixental ins Leukental und haben die alten Formen schon beinahe vollständig verdrängt. Andererseits hört man im oberen Brixental fast nur noch ho(u)ch anstatt hoach. Der Trend geht also wie bei allen Dialekten in eine allgemein verständliche Umgangssprache. Die alten Formen des Leukentals werden heute fast nur noch im Pillerseegebiet, welches aufgrund der abgeschiedenen Lage den Dialekt besser konserviert, gesprochen.
Der Museums- und Kulturverein St. Johann in Tirol bietet auf einer eigens dafür angelegten Website eine Sammlung alter Dialektwörter und Ausspracheregeln, welche gleichermaßen für Kitzbühel gelten. Ebenso als Zeugnis für die alte Aussprache können die Wenkerbögen gelten. Hierbei handelt es sich um Bögen mit Standardsätze, welche in der Vorkriegszeit an Schulen im deutschsprachigen Raum ausgegeben wurden und anschließend vom Lehrpersonal in den lokalen Dialekt übersetzt worden sind.

## Wirtschaft und Infrastruktur

### Tourismus

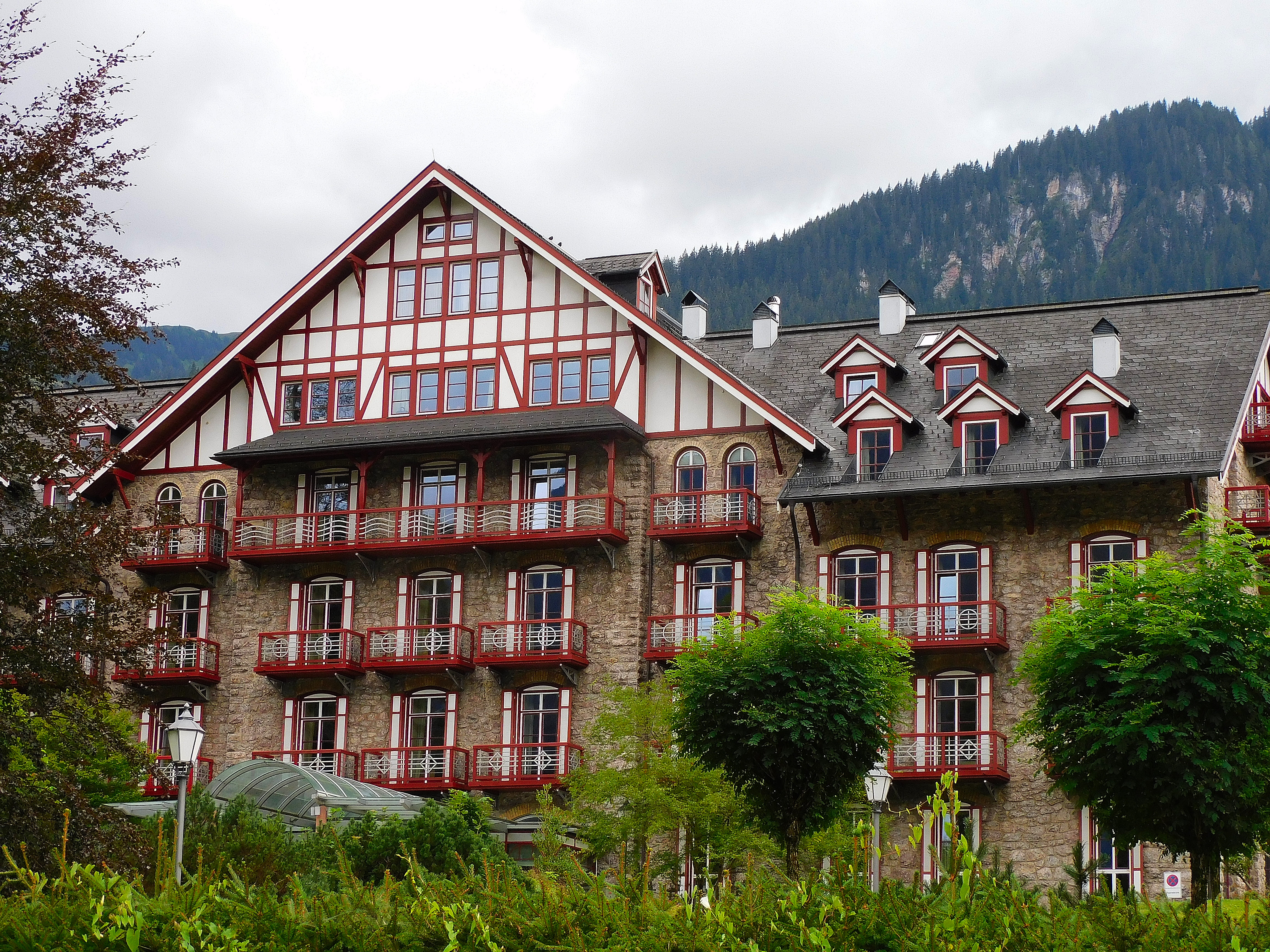
Grand Hotel Kitzbühel (1903)

Logo des Hahnenkammrennens

Erste dokumentierte Skifahrten führte Franz Reisch 1892 am Kitzbühler Horn durch. Das von einem weitläufigen Park umgebene Grand Hotel Kitzbühel, von Otto Schmid erbaut, wurde am 1. Juli 1903 glanzvoll eröffnet und diente Gästen vornehmlich zur Sommerfrische. Mit der Inbetriebnahme der Hahnenkammbahn im Jahr 1928 setzte intensiver Schitourisimus nach Kitzbühel ein. Die Projektierung der Luftseilbahn war maßgeblich durch Alfons Walde, der auch das diesbezügliche Logo entworfen hatte, protegiert worden.
Kitzbühel, am Fuße des Hahnenkammes (1712 m) und des Kitzbüheler Horns (1996 m) gilt seither als eines der bedeutendsten Wintersportzentren in Österreich. Gemeinsam mit den Skipisten und Liften im benachbarten Kirchberg in Tirol, Jochberg und am Pass Thurn weist Kitzbühel eines der größten zusammenhängenden Skigebiete Österreichs auf. Mit rund 9.000 Hotel- und Pensionsbetten besitzt Kitzbühel mit seinen Nachbarorten auch eine ungewöhnlich hohe Dichte an Fremdenbetten.
Den Urlaubern in Kitzbühel stehen im lokalen Skigebiet 59 Seilbahn- und Liftanlagen sowie 170 Pistenkilometer zur Verfügung, hinzu kommen für die Langläufer 32 Loipen-Kilometer.
Im Sommer gibt es 120 km mit dem Mountainbike und 500 km mit den Wanderschuhen zu erkundschaften.
Weitere Attraktionen sind die sechs Tennis- und vier Golfplätze, das Kitzbüheler Schwimmbad, Österreichs einzige Curlinghalle sowie der Schwarzsee.
Besondere Erwähnung verdient der Tourismus im Hochpreissegment, da viele Prominente und der Jetset unter anderem zur Zeit des Hahnenkammrennens hierher kommen.
Zudem ist Kitzbühel mit zwölf weiteren Ferienorten in den Alpen Mitglied in der Vereinigung Best of the Alps. KitzSki, Kitzbühels wichtigster Skiliftbetreiber, hat es geschafft, bei den World Ski Awards 2020 zum siebten Mal in Folge den Titel World’s Best Ski Resort Company zu verteidigen.

### Sport
Zahlreiche erfolgreiche Sportvereine und Sportgroßveranstaltungen tragen zur Bekanntheit von Kitzbühel bei. Hierzu zählen insbesondere:

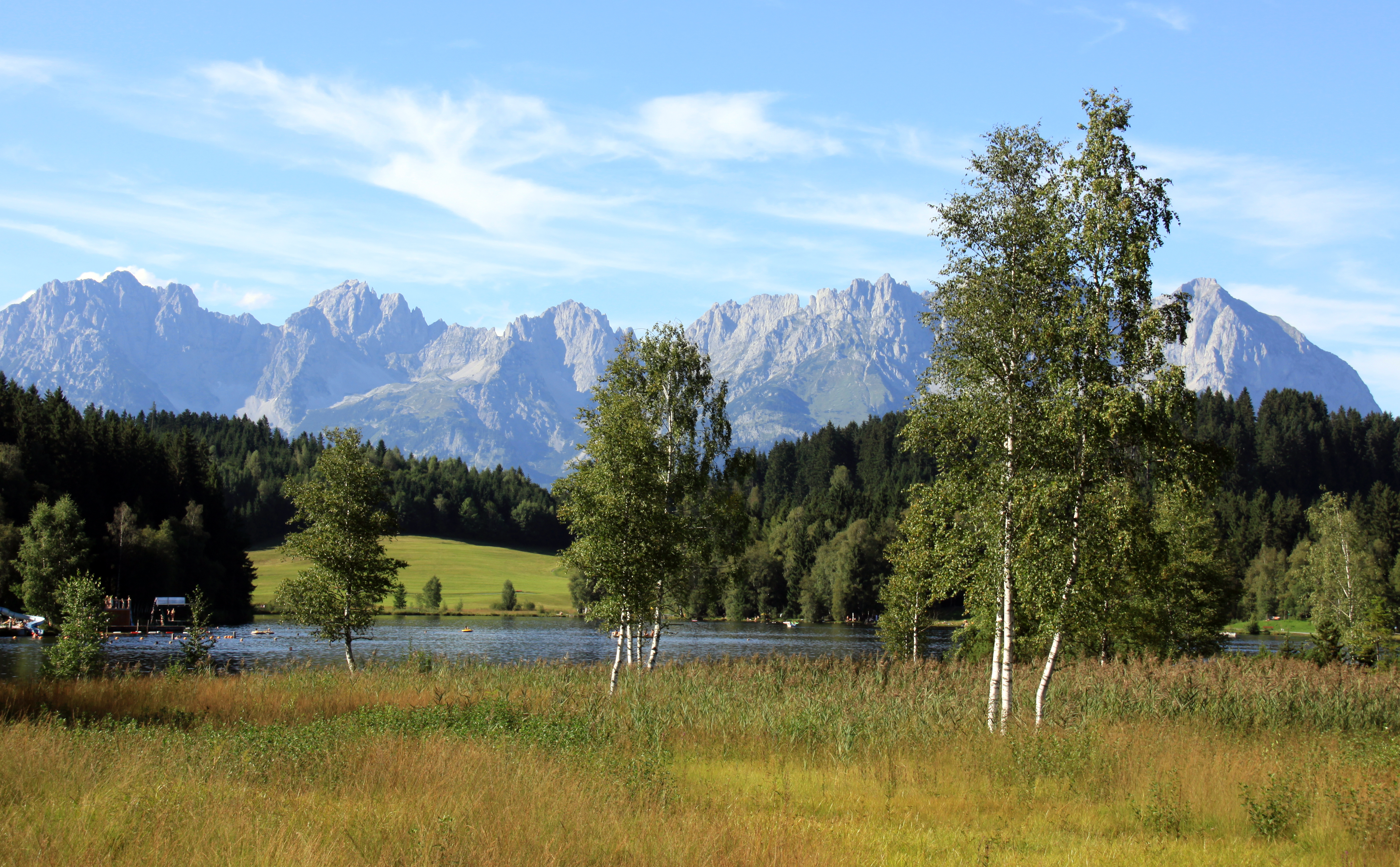
Der Schwarzsee mit dem Wilden Kaiser

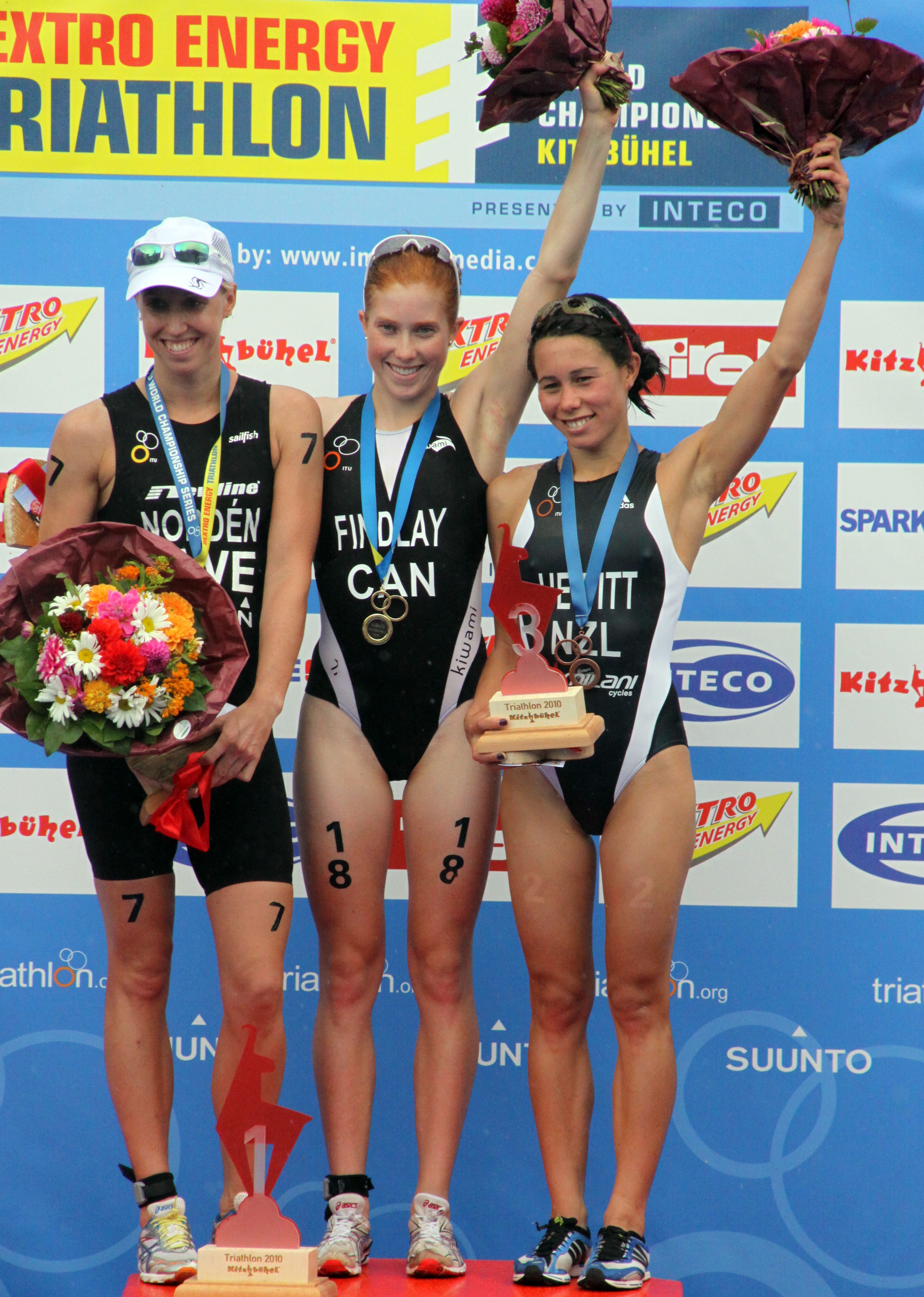
Kitzbühel-Triathlon August 2010

- das Hahnenkammrennen (Abfahrtslauf auf der Streif, Slalom am Ganslernhang, Super G auf der Streif), welches jährlich 80.000 bis 100.000 Besucher anlockt und für die Region rund 30 Millionen Euro Wertschöpfung bringt. Im Jahr 2015 haben 700 Medienvertreter aus 35 Nationen von den Rennen berichtet.
- das Generali Open Kitzbühel (ATP-Tennisturnier der Herren), welches jedes Jahr im Juli oder August stattfindet.
- der EC Kitzbühel, der momentan in der Alps Hockey League AHL (2. Liga) spielt. Seit Dezember 2006 spielt der EC Die Adler Kitzbühel in der neuen Eishalle im Sportpark.
- der KCC (Kitzbühel Curling Club), der als der bekannteste Curling-Club in Österreich gilt.
- der Kitzbühel-Triathlon, bei dem seit 2007 Rennen im „ITU Triathlon World Cup“ ausgetragen werden und wo im Juni 2017 nach 2014 zum zweiten Mal die Triathlon-Europameisterschaften stattfanden.[14]
Am Kitzbüheler Schwarzsee fanden in den Jahren 2007 und 2008 Weltcup-Triathlons statt, von 2009 bis 2013 war der Ort einer von acht Austragungsorten der Triathlon-Weltmeisterschaftsserie, und zwar der einzige, der nicht in einer Millionenstadt angesiedelt ist.
- Auf der Münichauer Wiese findet jedes Jahr im Jänner, eine Woche vor dem Hahnenkamm-Rennen, das weltgrößte Snow-Polo Turnier mit Spielern aus aller Welt statt.[15]
- Außerdem führt jährlich eine Etappe der Österreich-Rundfahrt auf das Kitzbüheler Horn.

### Verkehr

#### Straße
In Kitzbühel mündet die Brixentalstraße B 170 vom Inntal kommend in die Pass Thurn Straße B 161 von Mittersill nach St. Johann in Tirol.

#### Eisenbahn
Neben dem Kitzbüheler Bahnhof existieren mit Hahnenkamm und Kitzbühel Schwarzsee zwei weitere Haltepunkte an der Salzburg-Tiroler-Bahn. Während die Haltestellen Hahnenkamm und Schwarzsee ausschließlich von Nahverkehrszügen bedient werden, halten am Bahnhof Kitzbühel auch Fernverkehrszüge aus den Richtungen Innsbruck und Graz. Der Bahnhof Kitzbühel wurde von 2009 bis 2011 umgebaut und mit barrierefreien Bahnsteigen, Personentunnel und Liften ausgestattet.

## Politik

### Wappen und Flagge

Bannerflagge

| Wappen der Stadtgemeinde Kitzbühel | Blasonierung: „Über schrägliegendem grünem Dreiberg eine silbern bewehrte schwarze steigende Gämse.“                                        |
| Wappen der Stadtgemeinde Kitzbühel | Wappenbegründung: Das 1365 erstmals aufscheinende Stadtwappen symbolisiert mit einem Kitz auf einem Berg als redendes Wappen den Ortsnamen. |

### Gemeinderat
Der Gemeinderat besteht aus 19 Mitgliedern und setzt sich seit der Gemeinderatswahl am 27. Februar 2022 aus Mandaten der folgenden Parteien zusammen:
- 9 ÖVP (Bürgermeisterliste Dr. Klaus Winkler, Kitzbühel zuerst – Kitzbüheler Volkspartei – VP) – stellt den Bürgermeister und den ersten Vizebürgermeister
- 4 SPÖ (Wir für Kitzbühel, Parteifreie und Kitzbüheler Sozialdemokraten) – stellt den zweiten Vizebürgermeister
- 3 Unabhängige Kitzbüheler/Innen (UK)
- 2 FPÖ und parteifreie Kitzbüheler Bürger
- 1 Grüne Stadt Kitzbühel – Die Grünen

### Stadtrat
Der Stadtrat besteht aus sieben Mitgliedern und setzt sich gegenwärtig aus folgenden Stadträten zusammen:
- Klaus Winkler (Bürgermeister, ÖVP)
- Gerhard Eilenberger (1. Vizebürgermeister, ÖVP)
- Walter Zimmermann (2. Vizebürgermeister, SPÖ)
- Margit Luxner (Stadträtin, SPÖ)
- Gertraud Nothegger (Stadträtin, UK)
- Alexander Gamper (Stadtrat, FPÖ)
- Hermann Huber (Stadtrat, ÖVP)

### Bürgermeister
- 1903–1913 Franz Reisch
- 1959–1974 Hermann Reisch (ÖVP)
- 1974–1990 Hans Brettauer (ÖVP)
- 1990–1998 Friedhelm Capellari (ÖVP)
- 1998–2004 Horst Wendling (FPÖ)
- seit 2004 Klaus Winkler (ÖVP)

Das Bürgermeisteramt bekleidet der Steuerberater Klaus Winkler (ÖVP). Er wurde bei den Bürgermeisterwahlen am 28. Februar 2016 mit 59 % der Stimmen gewählt (2.479 Stimmen). Ihm zur Seite stehen Gerhard Eilenberger (ÖVP) als erster Vizebürgermeister und Walter Zimmermann (SPÖ) als zweiter Vizebürgermeister.

### Städtepartnerschaften
- Greenwich in den Vereinigten Staaten, seit 1961
- Yamagata in Japan, seit 1963
- Sun Valley in den Vereinigten Staaten, seit 1967
- Sterzing in Italien, seit 1971
- Rueil-Malmaison in Frankreich, seit 1979
- Bad Soden am Taunus in Deutschland, seit 1984

### Historische Schwesterstädte
Städte, denen 1393 wie Kitzbühel das Stadtrecht von München verliehen wurde:
- Ingolstadt in Deutschland
- Landshut in Deutschland
- Kufstein in Österreich
- Rattenberg in Österreich

## Persönlichkeiten

### Söhne und Töchter der Stadtgemeinde
- Georg Grünwald (≈1490–1530), Reformator
- Helena von Freyberg (1491–1545), führende Vertreterin der Täuferbewegung
- Andreas Faistenberger (1646–1735), Bildhauer
- Benedikt Anton Aufschnaiter (1665–1742), Komponist
- Simon Benedikt Faistenberger (1695–1759), Maler
- Eberhard Ruedorffer (1701–1765), römisch-katholischer Theologe, Hochschullehrer und Benediktinerpater
- Gottlieb von Zötl (1800–1852), Forstwissenschaftler
- Franz Christoph Erler (1829–1911), Bildhauer
- Max Werner (1893–1972), Politiker
- Peter Aufschnaiter (1899–1973), Bergsteiger, Tibetforscher, Agraringenieur und Kartograf
- Sigi Engl (1911–1982), Skirennläufer und US-Skischulleiter
- Ferdinand Friedensbacher (1911–1987), Skirennläufer und Skispringer
- Thaddäus Schwabl (1917–1993), Skirennläufer und Trainer
- Karl Koller (1919–2019), Skirennläufer und Skilehrer
- Maria Nowak-Vogl (1922–1998), Kinder- und Jugendpsychiaterin, Hochschullehrerin
- Pepi Salvenmoser (1926–2016), Skirennläufer und Trainer
- Maria Schwarzenbacher (1926–2003), Skirennläuferin
- Ernst Insam (1927–2014), Künstler
- Johann Grander (1930–2012), Unternehmer
- Fritz Huber (1931–2017), Skirennläufer
- Anderl Molterer (1931–2023), Skirennläufer
- Rosi Sailer (* 1931), Skirennläuferin
- Ernst Hinterseer (* 1932), Skirennläufer
- Hias Leitner (* 1935), Skirennläufer
- Toni Sailer (1935–2009), Skirennläufer und Filmschauspieler
- Adolf „Adi“ Bachler (1938–2017), österreichischer Eishockeyspieler
- Guido Eilenberger (* 1940), Betriebswirtschaftler und Hochschullehrer[20]
- Christl Haas (1943–2001), Skirennläuferin
- Rainer Steffen (* 1943), deutscher Schauspieler
- Rainer Brandner (* 1944), Geologe und Paläontologe
- Jörg Friedrich (* 1944), Schriftsteller und Hobby-Historiker
- Herbert Huber (1944–1970), Skirennläufer
- Wolfgang Nairz (* 1944), Alpinist und Himalaya-Expeditionsleiter
- Rudolf Sailer (* 1944), Skirennläufer
- Roman Johann Strobl (* 1951), Bildhauer
- Hansi Hinterseer (* 1954), Skirennläufer und Schlagersänger
- Thomas Überall (* 1959), Freestyle-Skier
- Klaus Sulzenbacher (* 1965), Nordischer Kombinierer
- Markus Gandler (* 1966), Skilangläufer
- Peter Huber (* 1967), Diplomat, Botschafter in Berlin
- Georg Haderer (* 1973), Kriminalromanautor
- Martin Comploi (* 1975), Radrennfahrer
- Alexander Gamper (* 1975), Politiker, Abgeordneter zum Tiroler Landtag
- Sebastian Meise (* 1976), Filmregisseur
- Peter Seiwald (* 1977), Politiker, Wirtschaftskammerfunktionär und Unternehmer
- Bettina Ellinger (* 1978), Volksschuldirektorin und Politikerin, Abgeordnete zum Tiroler Landtag
- Eva Ganster (* 1978), Skispringerin
- Valentin Schreyer (* 1978), Schauspieler
- David Kreiner (* 1981), Nordischer Kombinierer
- Andreas Hölzl (* 1985), Fußballer
- Alois Eberl (* 1986), Posaunist
- Lukas Hinterseer (* 1991), Fußballer
- Willi Steindl (* 1992), Rennfahrer
- Lisa Hauser (* 1993), Biathletin
- Lena Millonig (* 1998), Leichtathletin
- Stefan Lauf (* 2002), Fußballspieler
- Tim Wafler (* 2002), Radsportler
- Lara Wagner (* 2002), Biathletin

### Bekannte Einwohner von Kitzbühel
- Kassian Singer (1712–1759), Baumeister und Stukkateur
- Josef Martin Lengauer (1723–1793), Bildhauer
- Matthias Kirchner (1735–1805), Barockmaler
- Stefan Silberberger (1877–1965), Bildhauer
- Alfons Petzold (1882–1923), Schriftsteller, Buchhändler und Gemeinderat in Kitzbühel
- Alfons Walde (1891–1958), Maler und Architekt
- Leopold Pischl (1891–1985), Skifunktionär
- Maria Hofer (1894–1977), Pianistin, Organistin und Komponistin
- Hilde Goldschmidt (1897–1980), Malerin
- Peter Pálffy (1899–1987), Maler und Grafiker
- Leni Riefenstahl (1902–2003), Filmemacherin, Fotografin, Filmschauspielerin, Tänzerin
- Ian Fleming (1908–1964), britischer Geheimagent, Autor und Schöpfer von James Bond
- Heinrich Harrer (1912–2006), Forscher, Bergsteiger und Autor
- Trude Lechle (1919–2014), Skirennläuferin, Filmschauspielerin, Kamerafrau
- Peter Thomas (1925–2020), Filmkomponist
- Christian Pravda (1927–1994), Skirennläufer; wuchs in Kitzbühel auf
- Heino & Hannelore (* 1938 / 1942–2023), Schlagersänger
- Michael Killisch-Horn (1940–2019), Kurdirektor, „Die Stimme des Hahnenkamms“
- Maria-Elisabeth Schaeffler (* 1941), Gesellschafterin der Schaeffler AG[21]
- Uschi Glas (* 1944), deutsche Schauspielerin
- Werner Baldessarini (* 1945), ehemaliger Vorstandsvorsitzender der Hugo Boss AG
- Franz Beckenbauer (1945–2024), Fußballspieler, -Trainer und Funktionär (bis 2015[21])
- Xaver Schwarzenberger (* 1946), Regisseur
- Ireen Sheer (* 1949), Schlagersängerin
- Susanne Klatten (* 1962), deutsche Unternehmerin[22]
- Haddaway (* 1965), Musiker und Sänger
- Fiona Griffini-Grasser (* 1965), Unternehmerin und Modeschöpferin
- Axel Naglich (* 1968), Extremsportler
- Maria Höfl-Riesch (* 1984), deutsche Skirennläuferin
- Julian Nagelsmann (* 1987), deutscher Fußballtrainer[23]